# 佩拉爾巴山

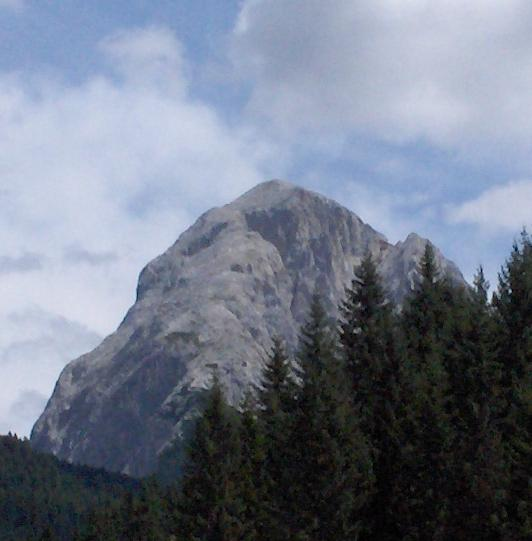

46°38′N 12°43′E / 46.633°N 12.717°E
佩拉爾巴山（義大利語：Monte Peralba），是意大利的山峰，位於該國東北部，由威尼托大區負責管轄，屬於卡爾尼克阿爾卑斯山脈的一部分，海拔高度2,694米，每年平均降雨量2,138毫米。